# خانواده بنتون

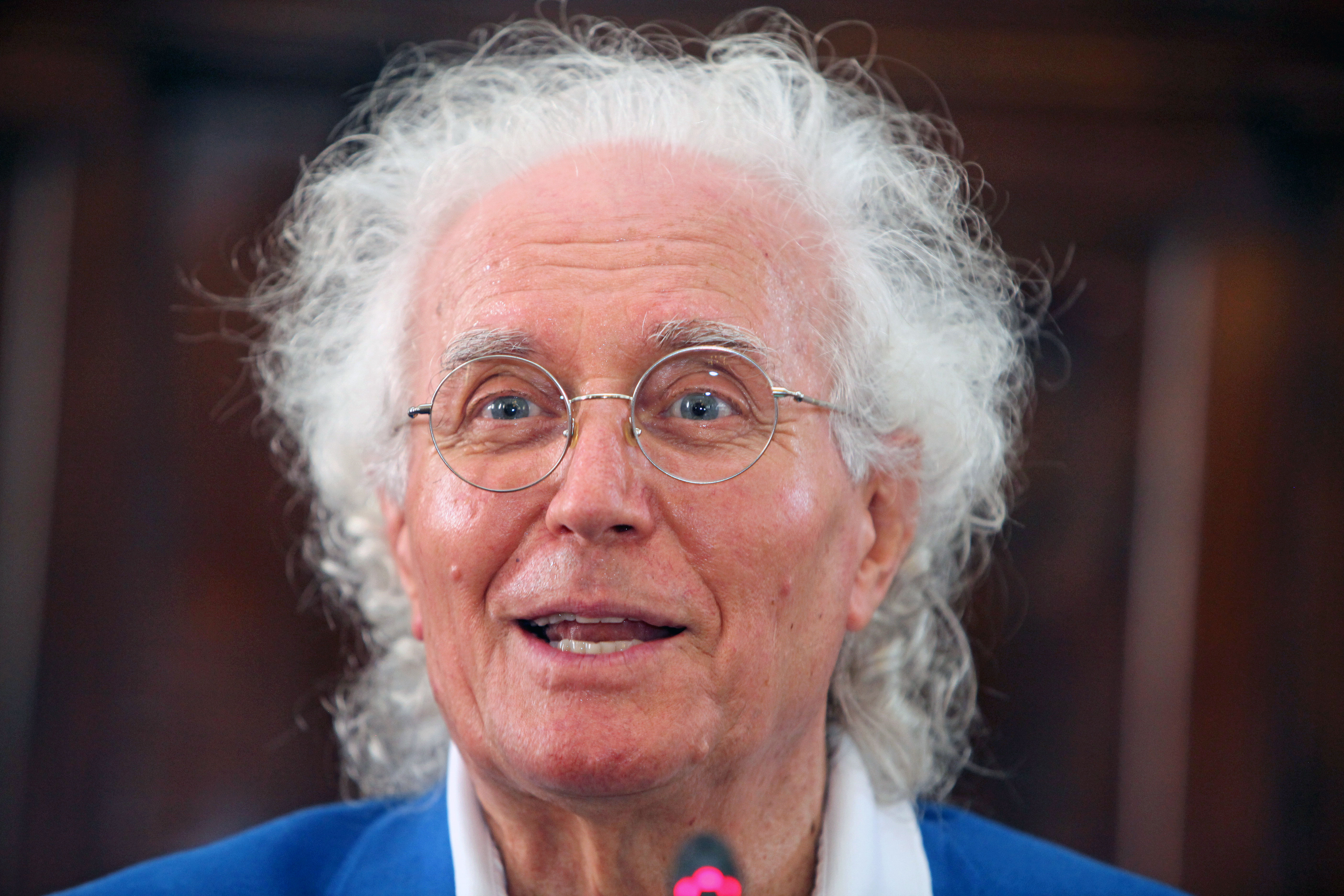
لوسیانو بنتون یکی از بنیانگذاران گروه بنتون

خانواده بنتون (به ایتالیایی: Benetton family) یکی از ثروتمندترین خانواده‌های ایتالیایی هستند، که در سال ۱۹۶۵ چهار عضو از آن، شرکت طراحی مدی بنام گروه بنتون را تأسیس نمودند. سه برادر و یک خواهر که در ترویزو، ونتو ایتالیا متولد شده‌اند. پدر آن‌ها مالک یک فروشگاه دوچرخه بود.
امروزه خانواده بنتون از طریق شرکت خدمات مالی ادیزیون، کنترل چندین شرکت دیگر را در اختیار دارند، که هر یک از آنها، در صنایع مختلفی فعالیت می‌کنند، از جمله آن‌ها می‌توان به: شرکت آتلانتیا؛ که اپراتور نزدیک به دو سوم از بزرگراه‌های ایتالیا می‌باشد، شرکت آتوگریل؛ زنجیره‌ای از رستوران‌های کنار جاده‌ای و نیز سرمایه‌گذاری در صنعت هتل‌داری، که شامل هتل موناکو و گراند کانال در ونیز، ایتالیا می‌باشد. 
- لوسیانو بنتون (زاده ۱۳ مه ۱۹۳۵) در حال حاضر به عنوان عضو هیئت مدیره و مدیر غیر اجرایی در گروه بنتون فعالیت می‌کند. او همچنین عضو هیئت مدیره شرکت ادیزیون می‌باشد.
- جولیانا بنتون (زاده ۸ ژوئیه ۱۹۳۷) در حال حاضر عضو هیئت مدیره و از مدیران ارشد در هر دو شرکت ادیزیون و گروه بنتون می‌باشد. وی مسئولیت اصلی مدیریت بر خطوط تولید لباس گروه بنتون را برعهده دارد.[۲]
- گیلبرتو بنتون (زاده ۱۹ ژوئن ۱۹۴۱) رییس هیئت مدیره شرکت ادیزیون است و نظارت بر تمامی فعالیت‌های مالی و سرمایه‌گذاری املاک و غیره این خانواده را برعهده دارد. گیلبرتو بنتون رئیس هیئت مدیره شرکت آتوگریل و مدیر ارشد گروه بنتون می‌باشد. او یکی از مدیران شرکت آتلانتیا بوده، همچنین به عنوان عضو هیئت مدیره شرکت پیرلی و شرکت آلیانتس نیز فعالیت می‌نماید.
- کارلو بنتون (زاده ۲۶ دسامبر ۱۹۴۳) معاون رئیس هیئت مدیره هر دو شرکت ادیزیون و گروه بنتون می‌باشد. وی همچنین مسئول تولید و رابط میان دفاتر مرکزی کلیه شرکت‌ها و واحد بین‌المللی آن‌ها محسوب می‌شود.